# Mitología persa
La mitología persa es el término colectivo para las creencias y prácticas del antiguo grupo de pueblos cultural y lingüísticamente relacionados que habitaron la meseta iraní, y sus zonas fronterizas, así como áreas de Asia Central desde el mar Negro hasta Jotán (en China).

## Fundamentación
Aunque se clasifican a menudo como mitología persa, la etiqueta no captura la centralidad de las afiliaciones religiosas y espirituales de los textos, que perseveran en la actualidad para la mayoría de los zoroastrianos. Están repletas de largos discursos religiosos y se ven a menudo como fuente para la ética y la práctica zoroastrianas.
La mitología más que como fuentes de información y hechos históricos. Los escritos que hablan de la religión zorastiana contienen un valor muy amplio desde el punto de vista espiritual y psicológico.
Se debe notar que para los zoroastrianos sus tradiciones no son mitología. Un ejemplo paralelo sería llamar a la Biblia como mitología cristiana.

## Textos clave
La colección central de la mitología persa es el Shahnameh de Ferdousí, escrito hace unos mil años. La obra de Ferdousí se basa en gran medida en las historias y personajes del zoroastrismo, no solo del Avesta, sino también de textos posteriores como el Bundahishn y el Denkard.

## Contexto religioso
Los personajes de la mitología persa casi siempre caen en uno de dos campos: o son buenos o son malos. La discordia resultante refleja el antiguo conflicto, que en la mitología persa está basado en el concepto Zoroastrista de Ahura Mazda (Avestán, o Ormuzd en persa posterior). Spenta Mainyu es la fuente de energía constructiva, mientras que Angra Mainyu es la fuente de oscuridad, destrucción, esterilidad y muerte.
En la mitología persa se encuentra en abundancia a los daeva (avestán, persa: div), que significa 'celestial' o 'iluminado'. Estas divinidades eran adoradas por el mazdeísmo pre-zoroástrico, y así como en las religiones védicas, los seguidores de la forma pre-zoroástrica del mazdeísmo consideraban a los daeva seres santos y sagrados. Es solo después de las reformas religiosas Zaratustra (o Zoroastro) que el término daeva se empezó a asociar con los demonios. Incluso en ese entonces los persas que vivían al sur del mar Caspio continuaron adorando a los daeva y resistieron las presiones para aceptar el Zoroastrismo, y las leyendas que involucraban a los daeva sobreviven hasta nuestros días. Por ejemplo, la leyenda del Div-e Sepid (daeva blanco) de Mazandarán.
Además, Angra Mainyu (o Ahrimán en persa), el que una vez fuera la encarnación del mal zoroástrico, perdió su identidad zoroástrica/mazdeísta en la literatura persa posterior, y finalmente fue descrito como un div. Las descripciones religiosas de Ahrimán hechas en la era que siguió a la invasión islámica muestran a Ahrimán como un hombre gigante con manchas y dos cuernos.
Los primeros padres del género humano, según la mitología persa, fueron Mesquia y Mesquiana, que nacieron del tronco del árbol Reivas.

## El Bien y el Mal

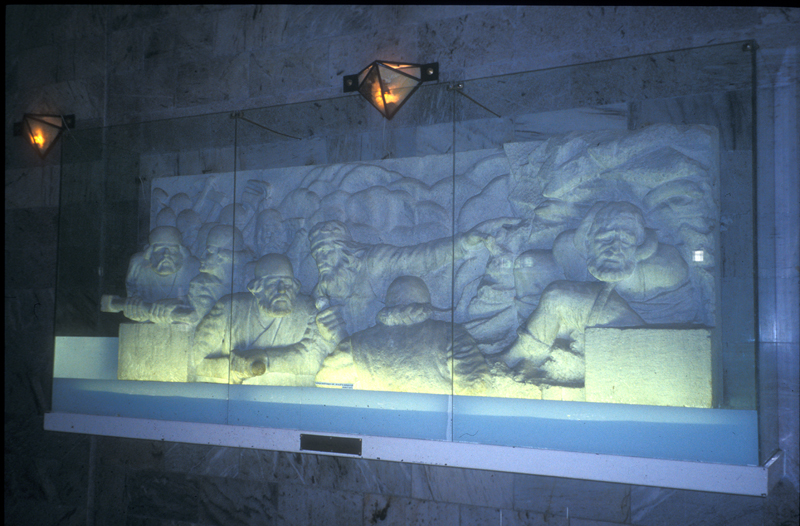
Relieve en Tus que describe las historias míticas populares de Irán.

El personaje legendario más famoso en las épicas y mitología persa es Rostam. Del otro lado de la valla está Zahhak, un símbolo del despotismo que finalmente fue derrotado por Kaveh el Herrero quien lideró un levantamiento popular en su contra. Zahhak era custodiado por víboras enormes que salían de sus hombros. No importa cuantas veces fuesen decapitadas, crecían nuevas cabezas para protegerlo. La serpiente, como en muchas mitologías orientales, era el símbolo del mal. Pero muchos otros animales y pájaros aparecen en la mitología iraní y especialmente las aves eran señal de buen augurio. La más famosa de estas es Simorgh, un gran pájaro hermoso y poderoso, Homa, un ave real de la victoria cuyas plumas adornaban las coronas, y Samandar, el fénix.
Pari (Avestán: Pairika), considerada una mujer hermosa pero maligna en la antigua mitología, gradualmente se hizo menos mala y más hermosa con el tiempo, hasta que en el período islámico se convirtió en un símbolo de la belleza similar a las huríes en el paraíso. Sin embargo, otra mujer malvada, Patiareh, ahora simboliza a las prostitutas.